# 离境税
离境税（英語：expatriation tax)，或称移居他国税（emigration tax），在某些国家（例如美国）也称弃籍税，是指对移居别国、放弃原居住地税务居民身份、甚至放弃原来居住国家国籍的人征收的一种税收。这种税收通常类似增值税，对收税对象在该国居住期间的资产增长按比例征税。例如，美国对其居民在全球范围的资产增长征税，一些资产雄厚的人选择移居海外，除了他们本来需要根据海外资产增长交税，当他们放弃美国国籍时，还需要支付额外的弃籍税。